# Wildwood Crest
Wildwood Crest est un borough située dans l'État américain du New Jersey, dans le comté de Cape May. Selon le recensement de 2010, sa population est de 3 270 habitants.
Les touristes canadiens-français visitent les Wildwoods au cours de l'été.